# Absonus
Absonus is een geslacht van hooiwagens uit de familie Zalmoxioidae.
De wetenschappelijke naam Absonus is voor het eerst geldig gepubliceerd door M. A. González-Sponga in 1987. 

## Soorten
Absonus omvat de volgende 2 soorten:
- Absonus ayalai
- Absonus caracasensis